# Menstruationsschwamm

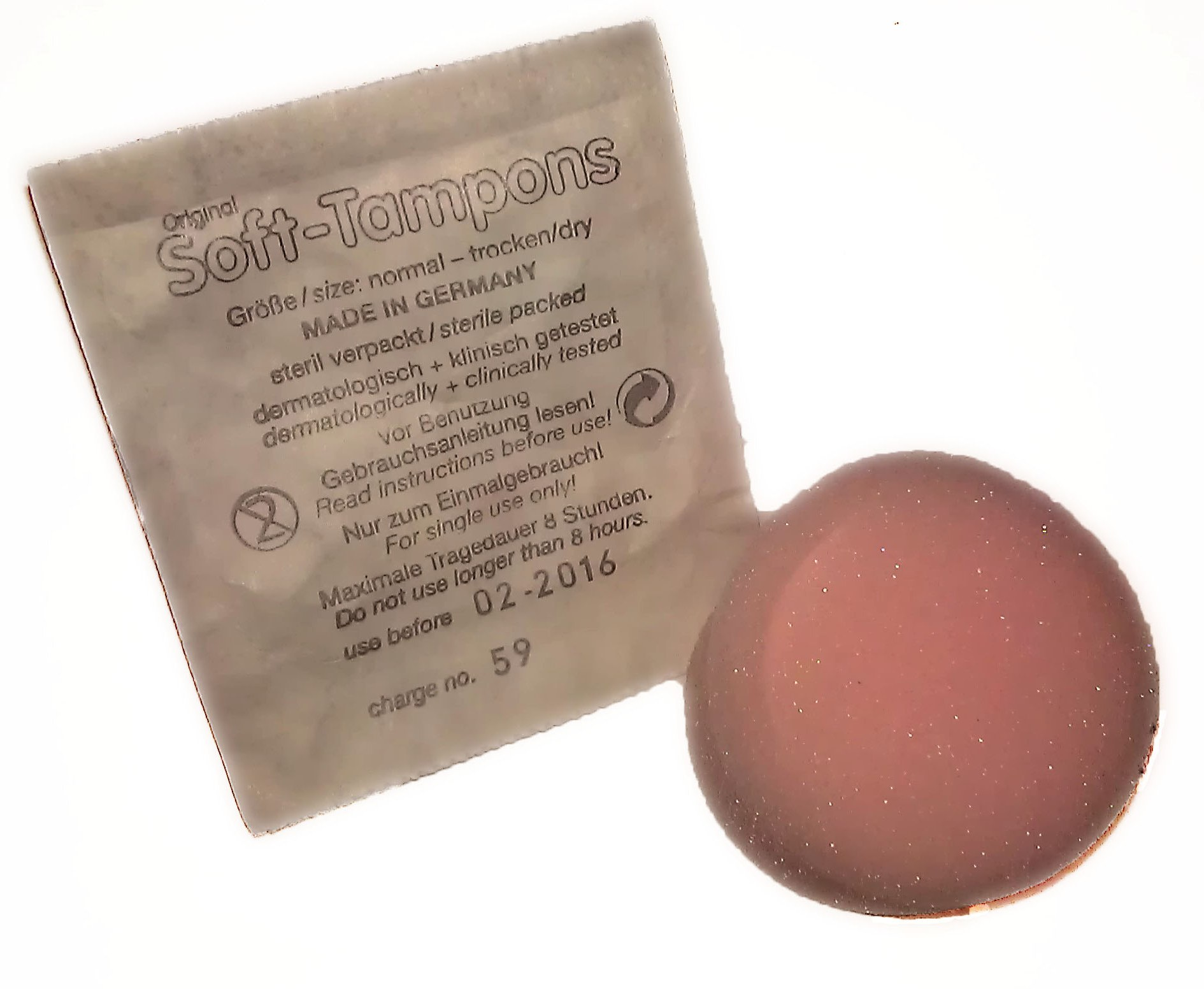
Softtampon aus Schaumstoff mit Verpackung

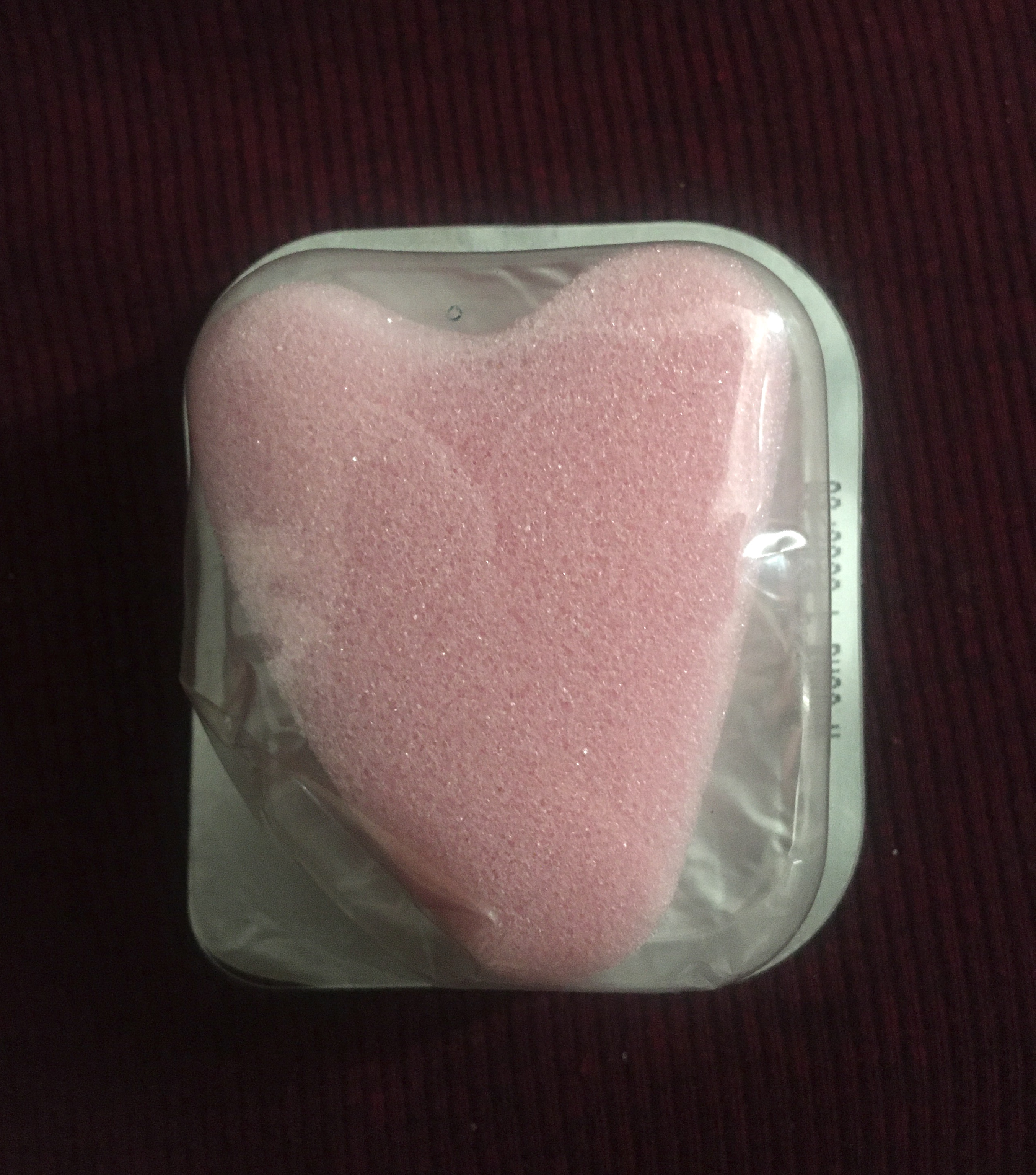
Softtampon aus Schaumstoff in Verpackung

Ein Menstruationsschwamm zählt zu den Produkten für die Monatshygiene. Die Schwämmchen werden ähnlich wie ein Tampon während der Menstruation in die Scheide eingeführt, um das Monatsblut zu absorbieren. Menstruationsschwämme haben die Größe einer Walnuss oder eines kleinen Eies.

## Beschreibung
Der Menstruationsschwamm (englisch: menstrual sponge)  (auch Softtampon, Soft Tampon) ist ein meist synthetischer Schwamm und zählt zu den Produkten für die Monatshygiene. Ähnlich wie ein herkömmlicher Tampon wird er während der Menstruation in die Vagina eingeführt, um das Menstruationsblut aufzusaugen. Es gibt allerdings auch Produkte aus Meeresschwamm.

## Anwendungsgebiete
Entwickelt wurde der synthetische Menstruationsschwamm, um ihn während des Geschlechtsverkehrs zu tragen. Durch sein meist als angenehm empfundenes Tragegefühl erfreut er sich auch für sportliche Aktivitäten immer größerer Beliebtheit. Da er ohne Rückholbändchen auskommt, wird er auch gern zum Schwimmen, sowie für Saunabesuche genutzt.
Da er preislich deutlich über herkömmlichen Tampons liegt, findet er im Alltagsgebrauch jedoch kaum Verwendung.

## Geschichte
Frauen benutzten von alters her natürliche Meeresschwämme als Menstruationsschwamm oder auch als Verhütungsmittel. Cleopatra soll sie schon benutzt haben.
Das öffentliche Interesse an Naturprodukten war gewachsen, als das toxische Schocksyndrom (TSS) bei Anwendung von Menstruationstampons bekannt wurde. Es wurde aber auch ein Fall von TSS im Zusammenhang mit der Verwendung eines Meeresschwamms bekannt. Ende 1980 wurden „Menstruationsschwämme“ in den USA untersucht und festgestellt, dass sie Sand-, Kies-, Bakterien-, Hefe- und Schimmelpartikel enthielten. Die Schwämme wurden vom Händler freiwillig zurückgerufen. Kontrollen ergaben, dass es sich bei den Umpackern um kleine Betriebe handelte, die Schwämme in begrenzten Mengen verkauften, hauptsächlich an Reformhäuser. Die meisten Umpacker hatten sich entschieden, aus dem Schwammgeschäft auszusteigen, andere benannten sie für kosmetische Zwecke um.

## Umweltaspekt
Herkömmliche Menstruationstampons aus Baumwolle sind teuer, nicht leicht abbaubar und daher nicht besonders umweltfreundlich. Heutzutage sind Meeresschwamm-Tampons als eine natürliche Alternative auf dem Markt erhältlich. Gewerbliche Hersteller können die Produkte mit einem geringeren Gehalt an Chemikalien und Kunststoff herstellen. Daneben gibt es auch Bedenken, da durch die Ernte der Meeresschwämme Umweltschäden verursacht werden können.
Ungebleichte Meeresschwämme halten mehrere Monate lang. Sie werden vor Gebrauch in die gewünschte Größen geschnitten, mehrfach ausgespült oder auch gekocht (jedoch nur kurz, damit sie nicht zäh werden), anschließend befeuchtet und eingelegt. Um das Entfernen zu erleichtern, kann man zuerst ein Stück Schnur oder Zahnseide darum binden. Sie können in klarem Wasser oder leichtem Essig- oder Seifenwasser ausgewaschen und an der Luft getrocknet werden.
In den USA ist der gesetzliche Verkauf von Meeresschwämmen nur nach Durchführung klinischer Untersuchungen und nach Erlangen einer Zulassung durch die Food and Drugs Agency gestattet.